# Szurovikinói járás

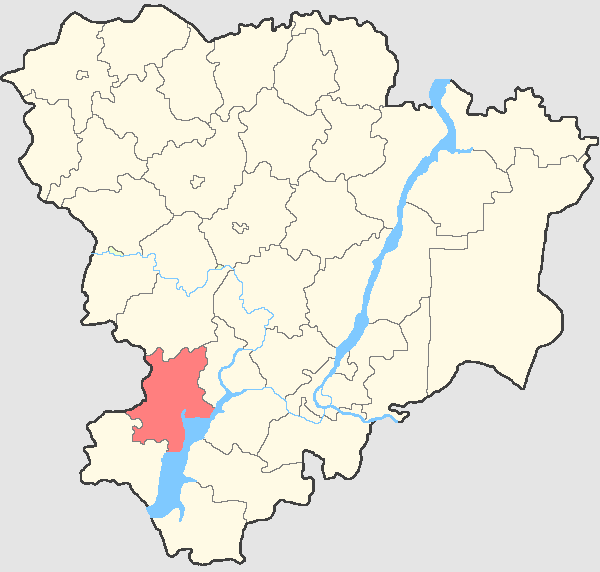
A Szurovikinói járás a Volgográdi területen

A Szurovikinói járás (oroszul Суровикинский муниципальный район) Oroszország egyik járása a Volgográdi területen. Székhelye Szurovikino.

## Népesség
- 1989-ben 38 256 lakosa volt.
- 2002-ben 38 956 lakosa volt.
- 2010-ben 37 104 lakosa volt, melyből 31 588 orosz, 1 186 kazah, 578 ukrán, 457 csecsen, 420 cigány, 389 tatár, 333 fehérorosz, 304 udmurt, 273 azeri, 254 tabaszaran, 240 örmény, 105 dargin, 100 török, 78 mari, 77 moldáv, 60 csuvas, 59 német, 58 koreai, 54 üzbég, 46 avar, 38 tadzsik, 30 grúz, 30 lezg, 27 oszét, 27 rutul, 19 komi, 19 nogaj, 16 lengyel, 14 mordvin, 12 kumik stb.